# Benkei tai Ushiwaka
Benkei tai Ushiwaka (べんけい対ウシワカ? lett. Benkei contro Ushiwaka") è un cortometraggio d'animazione giapponese uscito nel 1939, con la regia di Kenzō Masaoka e l'animazione di Masao Kumakawa.

## Trama
Sul monte Kurama, un giovane spadaccino va a caccia nel bosco a cavallo di un cinghiale. Abbandonato dalla bizzosa cavalcatura e deriso da un gufo lì vicino, il ragazzino decide di punire il rapace inseguendolo fin sulla cima dell'albero, cui taglia molti dei suoi rami.
Dal tronco esce uno spirito dei boschi, offeso per essersi ritrovato la propria dimora devastata. Così si svela al giovane samurai, Ushiwaka Minamoto, figlio di Yoshitomo Minamoto. Venuto a conoscenza del fatto che il bambino si sta allenando per sconfiggere il nemico del padre e difendere il nome di famiglia, lo spirito decide di allenarlo.
Quando considera il ragazzo pronto, l'uomo dei boschi lo congeda. A Ushiwaka non resta che riprendere il cammino. Giunto su un ponte, viene aggredito da Benkei Musashibo, un brigante collezionista di spade, che ha fatto voto al Buddha di consacrargli mille katane. Pretesa anche la spada di Ushiwaka ai due non resta che scontrarsi.
Grazie alla propria abilità e velocità, Ushiwaka vince e Benkei, ammirato da tale abilità, gli giura eterna fedeltà divenendo suo vassallo. Per riconoscenza Ushiwaka gli dona il proprio spadino.